# Nummularia
Nummularia es un género de foraminífero bentónico considerado como un nombre erróneo o un sinónimo posterior de Nummulites de la familia Nummulitidae, de la superfamilia Nummulitoidea, del suborden Rotaliina y del orden Rotaliida. Su rango cronoestratigráfico abarcaba el Eoceno.

## Clasificación
Nummularia incluía a las siguientes especies:
- Nummularia acuta
- Nummularia elegans
- Nummularia exponens
- Nummularia laevigata
- Nummularia obtusa
- Nummularia radiata
- Nummularia rotula
- Nummularia variolaria